# Charles A. Kell
Charles A. Kell (East Canton, 10 settembre 1894 – Ponte della Delizia, 4 novembre 1918) è stato un militare statunitense decorato con la medaglia d'argento al valor militare italiana.

## Biografia
Nacque a East Canton in Ohio il 10 settembre 1894 da Elizabeth e Joseph Kell. Si arruolò nello United States Army ed entrò in servizio il 23 settembre 1917. Fu destinato al 332nd Infantry Regiment, unità della 83rd Infantry Division. Cadde in combattimento il 4 novembre 1918 durante la battaglia dell'attraversamento del Tagliamento (in zona Ponte della Delizia) per liberare Codroipo quello stesso giorno. Kell si lanciò per primo contro la guarnigione austro-ungarica rimanendo ucciso nell'azione e questo gli fece valere la Medaglia d'argento al valor militare da parte del Regno d'Italia.
Fu dapprima seppellito a Valvasone, poi nel 1919 fu riesumato e seppellito a Genova. Nel 1921 il cadavere fu nuovamente riesumato e spedito negli Stati Uniti, dove fu definitivamente seppellito nella sua località natale East Canton.